# Spotkania Jasnogórskie
Spotkania Jasnogórskie – zbiór opowiadań autorstwa Jana Dobraczyńskiego z 1979, wydanych przez Instytut Wydawniczy „Pax” z okładką zaprojektowana przez Macieja Hibnera.
Zbiór powstał z bezpośredniej inspiracji kardynała Stefana Wyszyńskiego, który w liście do autora z 5 listopada 1975 zwrócił się do niego z prośbą o stworzenie dzieła na 600-lecie obrazu Matki Boskiej Częstochowskiej. W liście tym napisał, że mimo iż kilka opracowań istnieje, to jednak tu trzeba czegoś więcej. Trzeba wniknąć w przedziwne misterium trwania Pani Jasnogórskiej. Myślę, że w kraju tylko Twoje pióro zdołałoby sprostać zadaniu.
Dobraczyński w swoich opowiadaniach wydobył z dziejów Jasnej Góry mniej znane wydarzenia. Część pomysłów zaczerpnął wprost z kronik klasztornych, a część jest jedynie jego rekonstrukcjami, nie pozbawionymi jednak pewnych podstaw historycznych. W każdym z opowiadań nakreślił portret jednej postaci przybywającej przed obraz Matki Boskiej wraz z dylematami jej epoki. Są to kolejno: królowa Jadwiga, Świątkarz (postać fikcyjna), Mikołaj Kopernik, Stanisław Hozjusz, Wojciech Męciński, król Jan III Sobieski, Kazimierz Pułaski, król Stanisław August Poniatowski, Zygmunt Szczęsny Feliński, św. Jan XXIII, św. Maksymilian Kolbe oraz stary człowiek i dziecko. Na tym tle komentuje też losy Polski, najczęściej zagrożonej jakąś klęską.